# Mater Salvatorisinstituut (Kapellen)
Het Mater Salvatorisinstituut is een Vlaamse katholieke school voor secundair onderwijs. Ze is gelegen in het hart van Kapellen, op de Engelselei en in de Dorpsstraat.

## Ontstaan
Het Mater Salvatorisinstituut is een Vlaamse katholieke school voor secundair onderwijs. Ze is gelegen in de Dorpsstraat en de Engelselei in het hart van Kapellen in België.
Het Mater Salvatorisinstituut is door de Zusters van het Heilig Hart van Maria van Berlaar gesticht in 1892. Sinds 1938 wordt middelbaar onderwijs aangeboden. Bijna vijftig jaar lang enkel aan meisjes, maar vanaf 1985 ook aan jongens. In het verleden had de school zowel een ASO-, TSO- en BSO-afdeling. In 2001 werd de BSO-afdeling geschrapt en sinds 2008 biedt de school een nieuwe ASO-richting aan: Wetenschappen.
Door de modernisering in het onderwijs is er vanaf september 2021 de nieuwe ASO-richting Moderne Talen.

## Huidige situatie
Alle richtingen hebben 32 u les per week.

### 1ste graad
1ste jaar
- A-stroom met optie Latijn of Moderne Wetenschappen

2de jaar
ALGEMENE VORMING  =  25 u
BASISOPTIES = 5 u met keuze uit:
- Klassieke talen

- Moderne talen & wetenschappen

- STEM-wetenschappen
- Economie & Organisatie
- Ondernemen

DIFFERENTIATIE = 2 u

### 2de graad
3de jaar
ASO
- Economische Wetenschappen
- Moderne talen
- Natuurwetenschappen

##### TSO
- Bedrijf en organisatie (Dubbele finaliteit)
- Taal en communicatie (Dubbele finaliteit)
- Biotechnische Wetenschappen (Doorstroomfinaliteit)

4de jaar

##### ASO
- Economie met optieuur wiskunde
- Economie met optieuur moderne talen
- Wetenschappen

##### TSO
- Handel
- Handel-Talen
- Techniek-Wetenschappen

### 3de graad

##### ASO
- Economie-Wiskunde
- Economie-Moderne Talen
- Wetenschappen-Wiskunde

##### TSO
- Ondernemen & IT
- Ondernemen & Marketing
- Organisatie & Communicatie
- Techniek-Wetenschappen